# Nassim Diafat
Nassim Diafat (en arabe : نسيم ضيافات), né le 24 juillet 1983 à Sétif, est un homme d'affaires et homme politique algérien. De janvier 2020 à septembre 2022, il est ministre délégué chargé des micro-entreprises.
Il est mis en détention provisoire le 7 avril 2023 pour une affaire de corruption puis condamné à cinq ans de prison en février 2024.

## Biographie
Il soutient le Hirak durant sa première phase.
En avril 2023, il est placé en détention provisoire sur la base de soupçons d'« abus de pouvoir et de dilapidation des deniers publics » dans le cadre de ses anciennes fonctions ministérielles puis condamné à cinq ans de prison en février 2024 pour « dilapidation de l’argent public », « trafic d’influence » et « enrichissement illicite ». 

### Etudes
- Licence en Langue française en 2009.

### Carrière
- Fondateur et président de SPA Numidia Telecom, membre fondateur de la Fédération nationale des jeunes entrepreneurs, depuis décembre 2016[5].
- Ministre délégué auprès du premier ministre chargé des Micro-entreprises du 2 janvier 2020 au 8 septembre 2022[6].